# San Francisco (Petén)
San Francisco ist ein etwa 4000 Einwohner zählender Ort in Guatemala. Er liegt im Departamento Petén und ist Verwaltungssitz des Municipios San Francisco, das sich auf 502 km² erstreckt und knapp 10.000 Einwohner hat.

## Geographie
San Francisco liegt in einem hügeligen Gebiet in der Mitte Peténs, 18 km südlich des Petén-Itzá-Sees auf 220 m Höhe. Der Ort ist über eine Landstraße mit Flores, der am See gelegenen Hauptstadt des Departamentos verbunden. Nebenstrecken führen in die benachbarten Municipios San Benito im Nordwesten, La Libertad im Westen und Santa Ana im Osten. Im Südwesten grenzt San Francisco an das Municipio Sayaxché, das von La Libertad aus über die Nationalstraße 5 zu erreichen ist, im Südosten an Dolores, wohin von Flores und Santa Ana aus die Fernstraße CA 13 führt. Beide Fernstraßen verbinden Petén mit dem Rest Guatemalas.
Wegen der territorialen Ausdehnung Peténs und der sehr geringen Bevölkerungsdichte sind die Municipios des Departamentos Petén in der Regel extrem groß. San Francisco liegt im relativ gut erschlossenen Umland des Ballungsgebietes von Flores und bildet mit seinen rund 500 Quadratkilometern eine Ausnahme. Von den zwölf Municipios des Departamentos ist nur San Benito noch kleiner.

## Geschichte
Das Gebiet um den Petén-Itzá-See war ursprünglich nur von Itzá-Maya besiedelt, die die Spanier wegen des heftigen Widerstandes erst 1697 unterwarfen. Der heutige Ort San Francisco wurde kurz nach der Unabhängigkeit Zentralamerikas im Jahr 1828 als Chachaclúm gegründet. Am 7. Oktober 1927 erfolgte dann auf Wunsch der Einwohner die Umbenennung. Am 30. Mai 1931 wurde das kurz davor gegründete Municipio San Juan de Dios aufgelöst und als „Landgemeinde“ (Aldea) San Francisco zugeschlagen. Neben dem Hauptort und San Juan gibt es auf dem Gebiet des Municipios heute die zehn Weiler Santa Cruz, Zapotal, San José Pinares, Eben Ezer, Nuevo San Francisco, San Valentín, Santa Teresa, San Martín, Nueva Guatemala und Nueva Concepción.

## Bevölkerung
Heute sind über drei Viertel der Bevölkerung Ladinos, der übrige Teil besteht aus Kekchí, die fast nur auf dem Land leben. Die Menschen leben vorwiegend von der Forst- und Landwirtschaft und von der Viehzucht.